# Relações entre Singapura e Timor-Leste
As relações entre Singapura e Timor-Leste têm sido pacíficas e amistosas desde a independência de ambos os países como Estados soberanos. Localizados na região do Sudeste Asiático, ambos participam da Associação das Nações do Sudeste Asiático (ASEAN). Singapura é membro pleno da organização desde sua fundação, enquanto Timor-Leste possui status de observador e está em processo de integração plena.
A cooperação bilateral entre os dois países inclui intercâmbios econômicos, culturais e diplomáticos, com foco no fortalecimento das relações regionais e no desenvolvimento sustentável. Além disso, compartilham desafios comuns relacionados à segurança regional e à promoção da estabilidade política.

## História

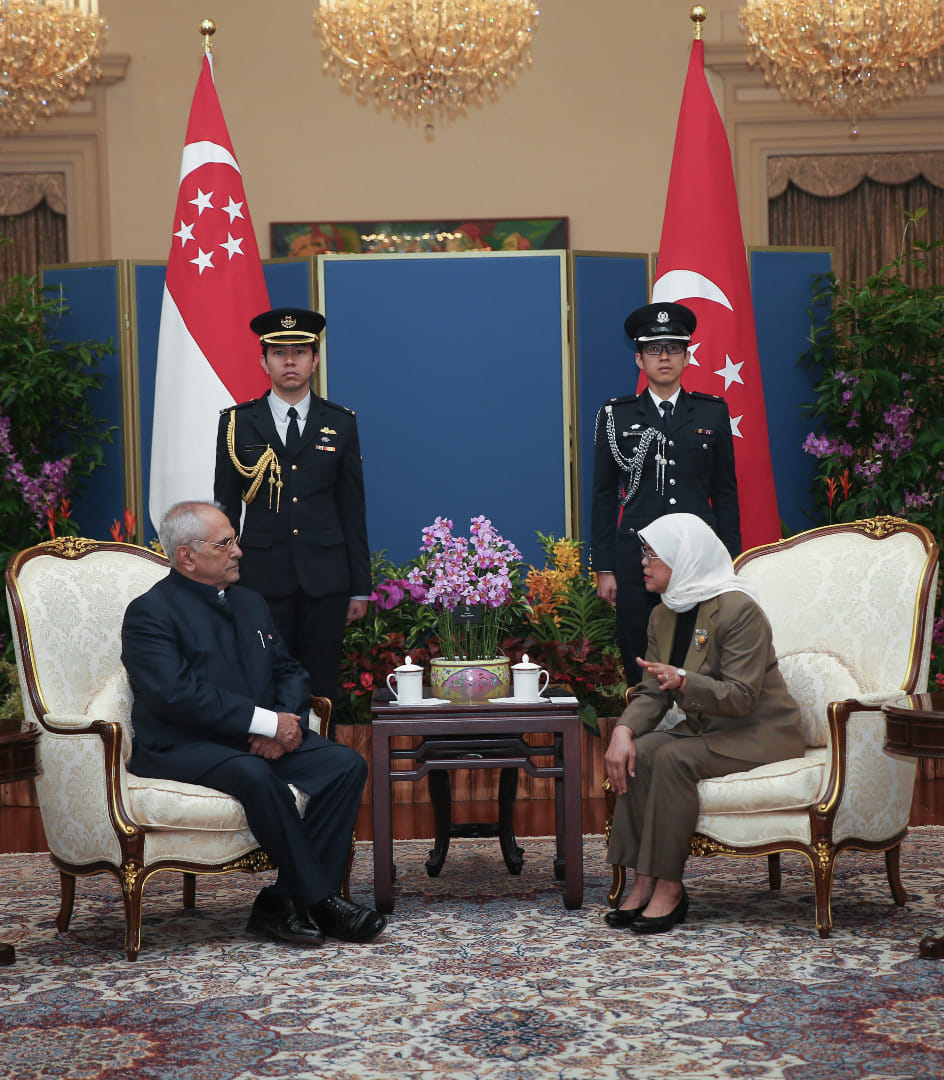
Os presidentes José Ramos-Horta e Halimah Yacob (2022)

Ambos os países compartilham um passado colonial europeu; enquanto Singapura era uma colônia britânica, Timor-Leste estava sob domínio português.
Timor-Leste e Singapura estabeleceram relações diplomáticas em 20 de maio de 2002, no mesmo dia em que Timor-Leste conquistou sua independência.
Dentro da ASEAN, Singapura reagiu com cautela em 1975 às tentativas da Indonésia de anexar Timor Português.
A partir de 1999, Singapura participou das Forças Internacionais de Timor-Leste (INTERFET), da Administração Transitória das Nações Unidas em Timor-Leste (UNTAET), da missão de apoio das Nações Unidas em Timor-Leste (UNMISET) e, finalmente, do Escritório das Nações Unidas em Timor-Leste (UNOTIL). As tropas de paz eram compostas por militares regulares das Forças Armadas de Singapura (SAF) que serviram juntamente com as Forças de Defesa da Nova Zelândia no oeste de Timor-Leste. Com o passar do tempo, também foram enviados uma equipe médica, policiais civis, helicópteros e oficiais de estado-maior para o quartel-general da UNTAET em Díli. Até 2004, um total de 1100 membros das SAF serviram em Timor-Leste. O General-major Huck Gim Tan, de Singapura, foi comandante militar da UNMISET entre agosto de 2002 e agosto de 2003.
Singapura apoia Timor-Leste na formação de funcionários públicos.

## Missões diplomáticas
Timor-Leste mantém uma embaixada em Singapura desde 2009. O primeiro embaixador timorense foi Roberto Soares.
O embaixador de Singapura para Timor-Leste está sediado em Singapura e não no país parceiro.